# Podgórie
Podgórie (en rus: Подгорье) és un poble de l'óblast de Nóvgorod, a Rússia, segons el cens del 2010 tenia 5 habitants.